# 1968 w literaturze
Wydarzenia literackie w 1968 roku.

## Wydarzenia
- polskie
  - rozpad poznańskiej grupy poetyckiej Próby
- zagraniczne
  - w Le Monde opublikowano protest Sławomira Mrożka przeciwko udziałowi Polskiej Rzeczypospolitej Ludowej w inwazji na Czechosłowację

## Proza beletrystyczna i literatura faktu

### Język polski
- Ryszard Kapuściński – Kirgiz schodzi z konia
- Stanisław Lem
  - Głos Pana
  - Opowieści o pilocie Pirxie
- Józef Łobodowski – Nożyce Dalili (część III tetralogii Dzieje Józefa Zakrzewskiego)
- Marek Nowakowski – Robaki (Państwowy Instytut Wydawniczy)
- Ewa Maria Ostrowska
  - Nim jabłoń zdziczeje (Czytelnik)[1]
  - Ptaki na niebie (Wydawnictwo Łódzkie)[2]
- Stanisław Ignacy Witkiewicz – Jedyne wyjście (pierwsze wydanie, powst. 1931-1933)
- Lucjan Wolanowski – Poczta do Nigdy-Nigdy
- Franciszek Wysłouch – Opowiadania poleskie

### Inne języki
- James Baldwin – Powiedz mi, jak dawno odszedł pociąg (Tell me how long the train’s been gone)
- Agatha Christie – Dom nad kanałem (By the Pricking of my Thumbs)
- Arthur C. Clarke – 2001: Odyseja kosmiczna (2001: A Space Odyssey)
- Julio Cortázar – 62. Model do składania (62, modelo para armar)
- Philip K. Dick – Czy androidy śnią o elektrycznych owcach? (Do Androids Dream of Electric Sheep?)
- Arthur Hailey – Port lotniczy (Airport)
- Bohumil Hrabal – Pieśni dziadowskie i legendy (Morytáty a legendy)
- Alistair MacLean – Komandosi z Nawarony (Force 10 from Navarone)
- Amos Oz – Mój Michał (Michael szeli)
- Emilian Stanew – Legenda o księciu presławskim Sybinie (Легенда за Сибин, преславския княз)

### Tłumaczenia
- Kōbō Abe – Kobieta z wydm (Suna-no onna), przeł. Mikołaj Melanowicz (Państwowy Instytut Wydawniczy)[3]
- Bohumil Hrabal – Bar Świat (Automat svět: výbor povídek)

## Wywiady
- polskie
- zagraniczne

## Dzienniki, autobiografie, pamiętniki
- polskie
- zagraniczne
- wydania polskie tytułów zagranicznych

## Nowe eseje, szkice i felietony

### Język polski

#### Pierwsze wydania
- Arkady Fiedler, Spotkałem szczęśliwych Indian (Wydawnictwo Iskry)[4]

## Nowe dramaty
- polskie
  - Ernest Bryll
    - Kurdesz
    - Rzecz listopadowa
    - Żołnierze

  - Sławomir Mrożek
    - Profesor
    - Drugie danie
- zagraniczne
  - Arthur Miller – Cena (The Price)

## Nowe poezje
- polskie
  - Stanisław Barańczak – Korekta twarzy
  - Ernest Bryll – Muszla
  - Tadeusz Różewicz
    - Spadanie
    - Non-stop-show (poemat)
    - Twarz trzecia
- zagraniczne
  - Paul Celan – Włókna słońc (Fadensonnen)
  - George Oppen(inne języki) – Of Being Numerous
  - Ronald Stuart Thomas – Not That He Brought Flowers[5]
  - D.J. Enright – Unlawful Assembly[6]

## Nowe prace naukowe i biografie
- polskie
  - Stanisław Lem – Filozofia przypadku. Literatura w świetle empirii

## Urodzili się
- 4 stycznia – Andrew Pyper, kanadyjski pisarz (zm. 2025)
- 7 stycznia – Georgi Gospodinow, bułgarski poeta, pisarz i krytyk
- 20 lutego – Kimberly Belle, amerykańska pisarka
- 27 lutego – Lisa McMann, amerykańska pisarka
- 11 kwietnia – Siergiej Łukjanienko, rosyjski pisarz science fiction i fantasy, poeta
- 26 maja – Artur Szlosarek, polski poeta i tłumacz
- 31 maja – Jane Green(inne języki) brytyjska pisarka i dziennikarka
- 7 lipca – Jeff VanderMeer, amerykański pisarz, edytor i wydawca
- 25 lipca – Tomasz Leśniowski, polski poeta
- 20 sierpnia – Anna Fryczkowska, polska pisarka
- 15 października – Jack Du Brul, amerykański pisarz powieści sensacyjno-przygodowych
- 28 października — Uwe Tellkamp, niemiecki pisarz
- 7 listopada – Ignacio Padilla, meksykański pisarz, dziennikarz i eseista (zmarł 2016)
- 10 listopada – Rujana Jeger, chorwacka pisarka i felietonistka
- 14 grudnia – Marcin Przybyłek, polski pisarz
- Simona Škrabec, słoweńska literaturoznawczyni, eseistka i tłumaczka

## Zmarli
- 1 stycznia – Donagh MacDonagh(inne języki), irlandzki poeta i dramatopisarz (ur. 1912)
- 4 lutego – Neal Cassady, amerykański poeta (ur. 1926)
- 29 lutego – Tore Ørjasæter, norweski poeta (ur. 1886)
- 16 marca – Gunnar Ekelöf, szwedzki poeta (ur. 1907)
- 9 kwietnia – Zofia Kossak, polska pisarka (ur. 1889)
- 15 kwietnia – Amparo Poch y Gascón, hiszpańska lekarka, pisarka i poetka (ur. 1902)
- 27 kwietnia – Wasilij Ażajew, rosyjski pisarz (ur. 1915)
- 9 maja
  - Mercedes de Acosta, amerykańska poetka (ur. 1893)
  - George Dillon, amerykański poeta (ur. 1906)
- 1 czerwca – Helen Keller, amerykańska głuchoniema pisarka (ur. 1880)
- 14 czerwca – Salvatore Quasimodo, włoski poeta (ur. 1901)
- 22 czerwca – Sara Fel-Jelin, żydowska poetka i pisarka (ur. 1895)
- 19 października – Anatol Stern, polski poeta, prozaik, krytyk filmowy i literacki, scenarzysta, tłumacz (ur. 1899)
- 30 października – Rose Wilder Lane, amerykańska pisarka i dziennikarka (ur. 1886)
- 17 listopada – Mervyn Peake, brytyjski pisarz, poeta, ilustrator (ur. 1911)
- 25 listopada – Upton Sinclair, amerykański pisarz (ur. 1878)
- 26 listopada – Arnold Zweig, niemiecki pisarz (ur. 1887)
- 5 grudnia – Anna Kavan, brytyjska pisarka (ur. 1901)
- 10 grudnia – Thomas Merton, amerykański poeta i pisarz (ur. 1915)
- 18 grudnia – Stanisław Pigoń, historyk literatury polskiej (ur. 1885)
- 20 grudnia – John Steinbeck, amerykański pisarz (ur. 1902)

## Nagrody
- Nagroda Kościelskich – Jan Błoński, Konstanty Jeleński, Marek Nowakowski, Ryszard Przybylski, Marek Skwarnicki
- Nagroda im. Wilhelma Macha – Piotr Wojciechowski za Kamienne pszczoły
- Nagroda Nobla – Yasunari Kawabata
- Nagroda im. Jurzykowskiego – Jerzy Andrzejewski
- Nagroda Goncourtów – Bernard Clavel, Owoce zimy (Les Fruits de l'hiver)
- Prix Femina – Marguerite Yourcenar za L’Oeuvre au noir